# 阿克寧頓

阿克寧頓市徽章

阿克寧頓是一個小型前工業城市，位於英國蘭開夏郡的西北部。
根據2001年的人口普查，阿克寧頓市的人口達35203人，城區的人口則達71224人，比1991年上升了1.1％，其人口大約跟艾爾斯伯里（Aylesbury）、卡萊爾（Carlisle）、吉爾福特（Guildford）、斯肯索普（Scunthorpe）的城區相約。
阿克寧頓有一個具規模購物中心，其中包括一些主要連鎖店，如馬莎百貨（Marks and Spencer）、Boots等。

## 交通
阿克寧頓的鐵路和M65高速公路連接伯恩利（Burnley）和布萊克本（Blackburn）。原本有一條鐵路可經哈斯陵登（Haslingden）及貝利（Bury）南抵曼徹斯特（Manchester），可是在1960年代因盈利低及使用量少而被關閉，鐵軌則用來鋪設A56公路，連接著M66高速公路。

## 歷史
阿克寧頓這個名字相信被取自「橡環城鎮」的意思，自今，那些環繞著城鎮的老橡樹已經因為工業革命的緣故而消失。
很久以前，紡織工業是阿克寧頓的主要經濟活動，大多居民都從事紡棉和染料工作，但是工人都經常陷入困境。與僱主的衝突經常爆發，最著名的是1842年，一次普通的罷工卻延伸開去，數千名罷工者四處勸說他人加入罷工，他們還加入了人民憲章運動，但最終失敗。
1878年，阿克寧頓成為自治市鎮。自1974年以來，阿克寧頓是欣德伯恩內較大的一個市鎮，其他還有大哈特伍德（Great Harwood）、奧斯瓦爾德特威斯爾（Oswaldtwistle）等。

## 蒂凡尼玻璃（Tiffany Glass）
阿克寧頓的霍沃思美術館收藏著一個出色的蒂凡尼玻璃器皿，這是由阿克寧頓居民約瑟碧斯（Joseph Briggs）捐獻給市鎮的，他在十九世紀末加入蒂凡尼，最終成為蒂凡尼公司的美術主管及助理經理。那些瓶被視為在歐洲的同類作品中最重要的，而其他一個最惹人注目的玻璃鑲嵌的展覽品，是由約瑟碧斯（Joseph Briggs）親自設計和命名為Sulphur Crested Cockatoos。

## 阿克寧頓伙伴（The Accrington Pals）
有一個在阿克寧頓相當出名的名字為「阿克寧頓伙伴」（The Accrington Pals），這個名稱是給予那個曾經在第一次世界大戰中戰鬥的阿克寧頓義勇營，「伙伴軍隊」（The Pals battalions） 是1914年至1918年戰爭的特色：當時的英國總參謀長基欽納（Herbert Kitchener）相信，使同一市鎮的伙伴朋友組成隊伍並共同戰鬥，有助於征募新兵。阿克寧頓伙伴即是東蘭開夏郡第十一團（11th East Lancashire Regiment），雖名為阿克寧頓伙伴，但其實團中亦有來自伯恩利（Burnley）、布萊克本（Blackburn）和喬利（Chorley）的義軍。
1916年7月1日，是該團的第一日戰鬥，位於法國南部的塞爾（Serre），該場戰爭是索姆河戰爭的一部分，英軍的目的是要迫使德軍從西線撤退，在塞爾的德軍被預想在英軍的強力炮擊下會在一周內遭殲滅，然而，阿克寧頓伙伴卻遭到頑強抵抗，235人被殺，350人負傷，在半小時的戰鬥內，損傷過半。
其後，東蘭開夏郡團得以重建，整團共有865個阿克寧頓人在第一次世界大戰中戰死，他們的名字都被紀錄在戰爭紀念碑上，該紀念碑聳立在阿克寧頓南部的橡山公園（Oak Hill Park）中，碑上還有173名死於第二次世界大戰的阿克寧頓居民。
直到1986年，阿克寧頓市政府的巴士都被塗上金邊紅色和藍色，是當年東蘭開夏郡團的團色，擋泥板上則塗上了黑色，以示對戰死戰士的哀悼。

## 阿克寧頓的足球隊
另一個著名的組織是阿克寧頓足球俱樂部（Accrington Stanley F.C）。該球會於1921年加入英國丙組足球聯賽（北部），經過了四十年的低沉表現後，阿克寧頓足球會終在1962年實行清盤，並被逐出聯賽。其後，球會得以重組並參與了1970/1971年季度的非聯賽組別，在2003年升級至地區聯賽（Nationwide Conference）作賽，直至2005/2006賽季，距離聯賽終結還有三場比賽，阿克寧頓足球會擊敗對手沃金足球俱樂部（Woking F.C），取得升級資格，阿克寧頓隨即舉行小型遊行慶祝。阿克寧頓足球俱樂部的主場球場名為皇冠球場（The Crown Ground）。
1888年的阿克寧頓足球俱樂部（Accrington F.C）是十二個英國足球聯賽創始隊伍中的其中一隊，可惜球會的表現不濟。1893年，阿克寧頓足球俱樂部（Accrington F.C）退出了聯賽，又因財政問題而解散了球會。因此，阿克寧頓共有兩個不同的球會參與足球聯賽（分別是Accrington F.C和Accrington Stanley F.C）。

## 阿克寧頓的名人
- 瓊·安德森(Jon Anderson)，Yes樂隊的主唱
- 珍妮特·溫特森（Jeanette Winterson），女作家，其作品《桔子不是唯一的果子（Oranges Are Not the Only Fruit）》記述她童年時在阿克寧頓的生活。
- 哈里森·伯特威斯尔（Harrison Birtwistle），英國作曲家
- 茱莉·赫斯姆德哈爾格（Julie Hesmondhalgh），女演員，在英國劇集加冕街中飾演Hayley Cropper 一角
- 安迪·夏格里夫斯（Andy Hargreaves），著名教育家